# Hartford (hrabstwo Washington)
Hartford – miejscowość w Stanach Zjednoczonych, w stanie Wisconsin, w hrabstwie Washington.